# BMW 5 Серії (E60/E61)
BMW E60/E61 — модифікація кузова BMW 5 Серії, яка виготовлялась з червня 2003 по 2010 роки і прийшла на заміну BMW E39. Базовою в сімействі є модель 520i. Її дволітровий 4-x циліндровий двигун видає 170 к.с. Автомобіль доступний в двох кузовах: седан (E60) і універсал (E61).

## Опис

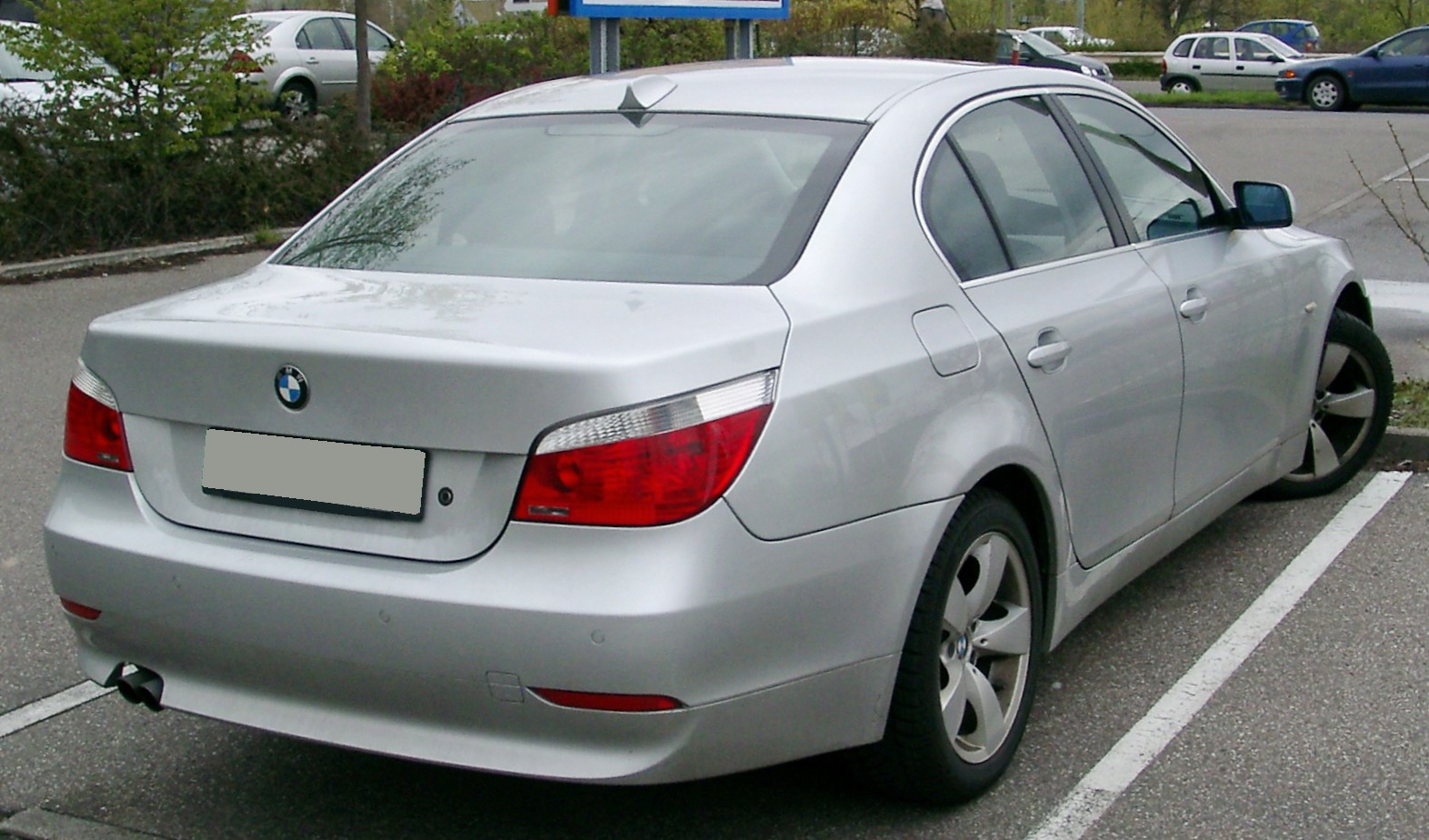
BMW 5 Серії (2003-2007)

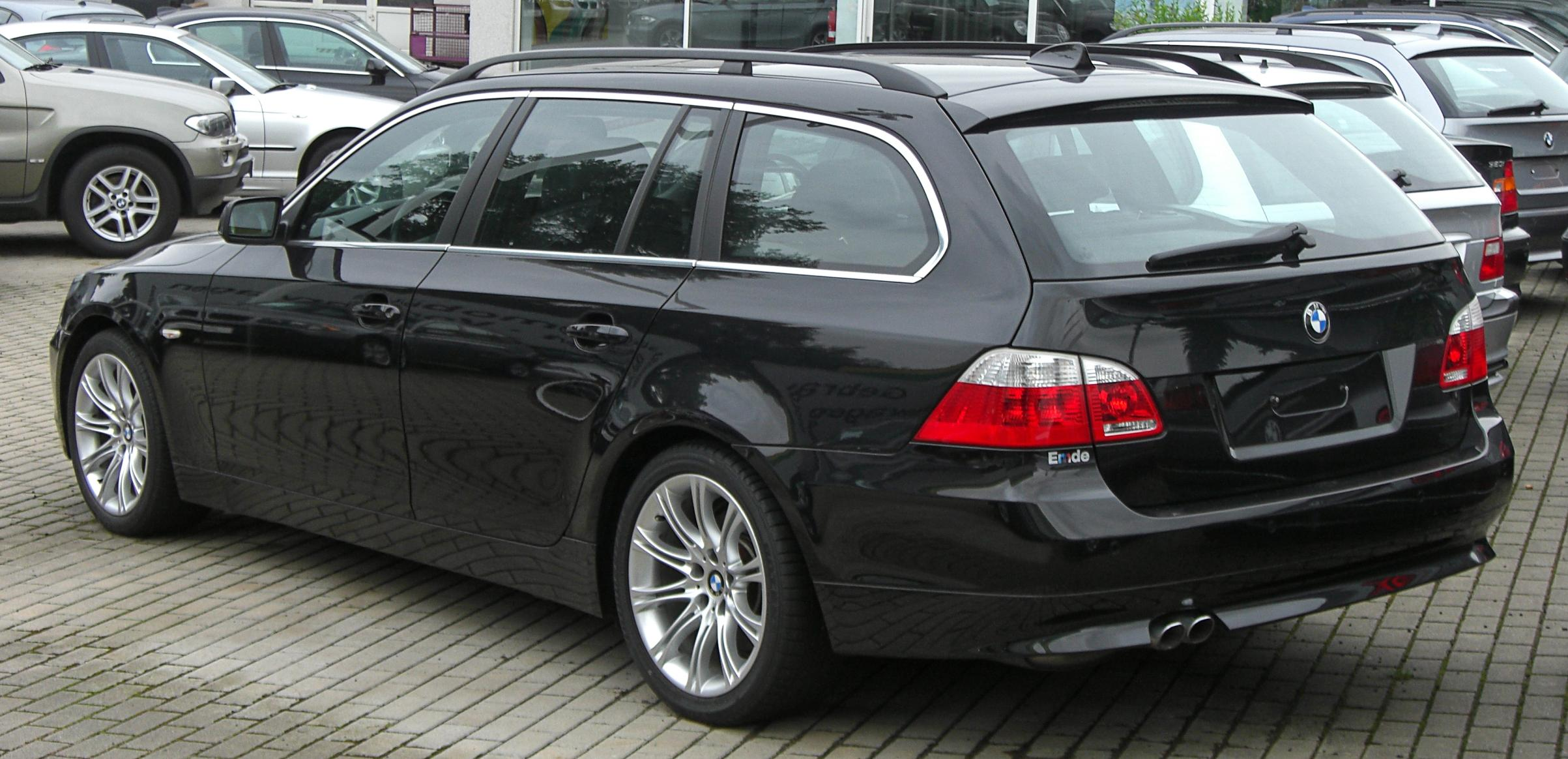
BMW 5 Серії Touring (2004-2007)

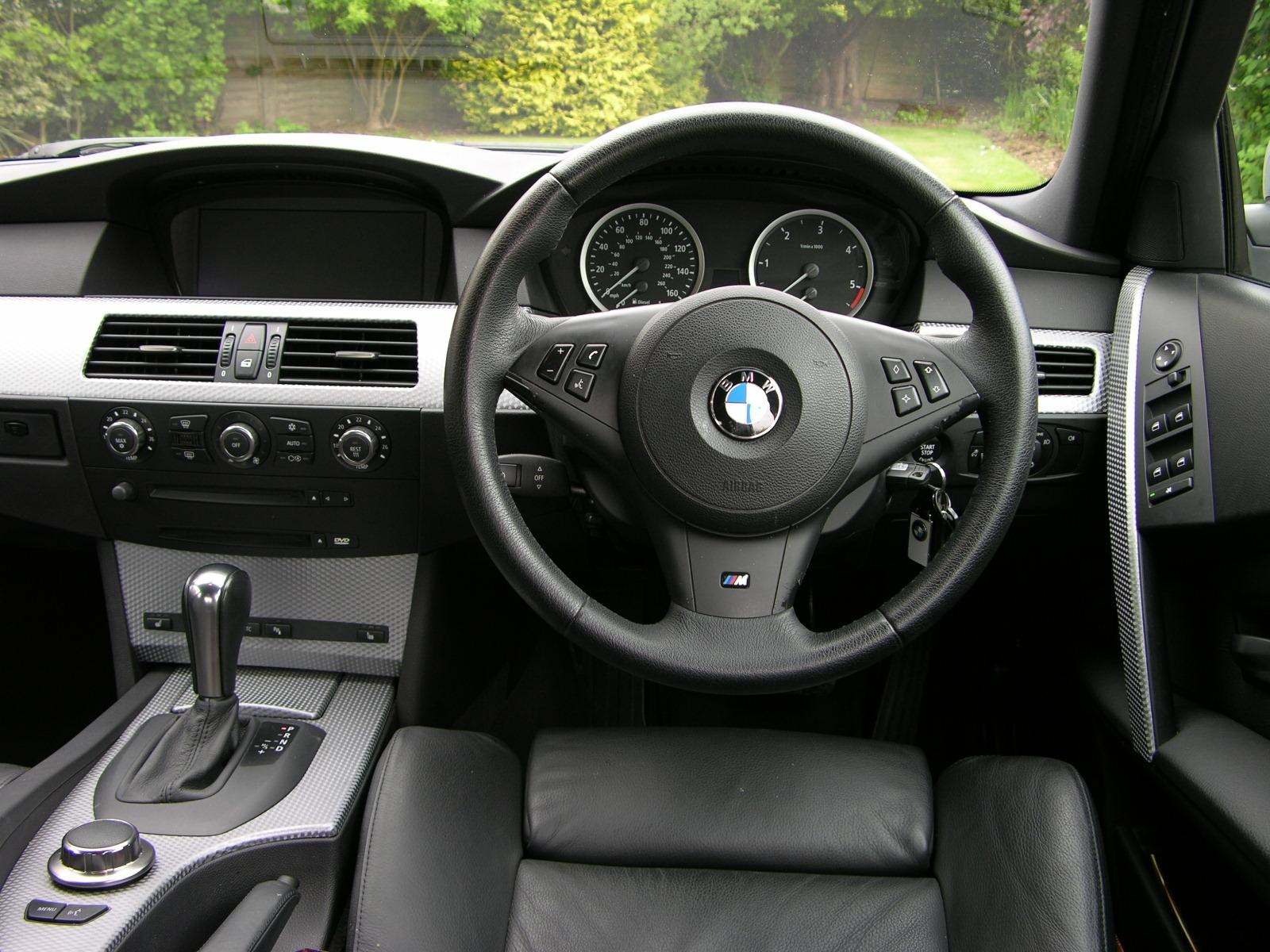
Салон

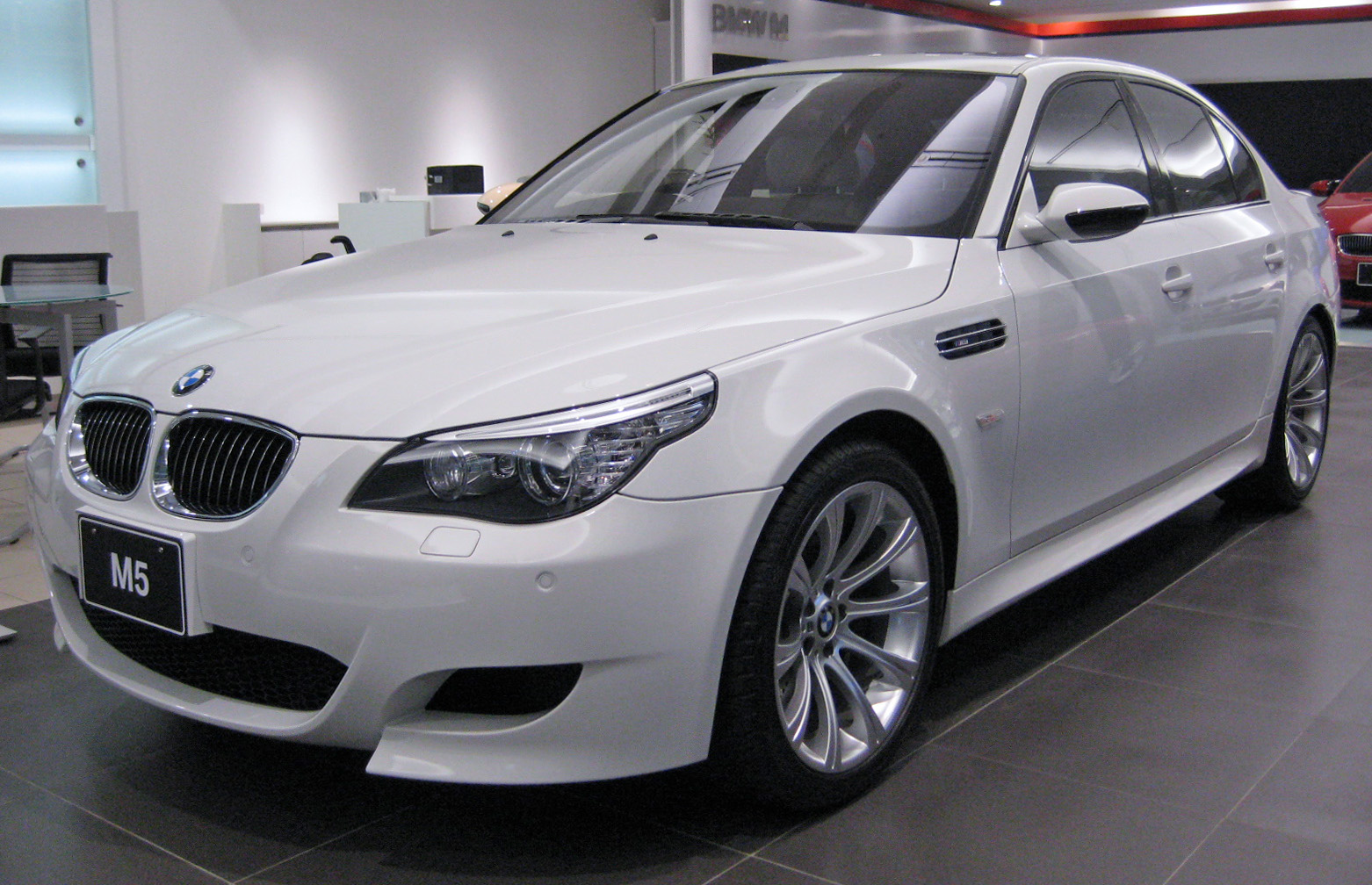
BMW M5

У 2003 році дебютувала нова модель BMW E60. Автомобіль був представлений в двох варіантах кузова: спочатку з'явився седан, а на наступний рік модель була доповнена версією «універсал». В «п'ятірці» як і в BMW сьомої серії вирішили кожному кузову привласнити окреме маркування, так седан отримав найменування BMW E60, а універсал став називатися BMW E61.
Дизайн розробили Кріс Бенґл (Chris Bangle) і Едріан Ван Хоойдонк (Adrian van Hooydonk). Екстер'єр 5 серії отримав відточені, виразні лінії і динамічні форми. Зовні нова модель нагадує попередницю дуже віддалено: округлий передок, стесаний з боків капот і вузькі фари, що заходять на боковини. Усередині кожної фари - два круглих елемента: один з вбудованим ксеноновим прожектором (за доплату він буде повертатися слідом за передніми колесами, допомагаючи краще висвітлювати віражі), другий - зі звичайною «галогенкою». Обидва оточені ободками, як і на пострестайлінговій попередній моделі. В самих куточках фар змонтовано по п'ять помаранчевих світлодіодів - це бічні «габарити». На задньому бампері смужки відбивачів-катафотов.
Ще одна особливість нової машини - вона виглядає компактніше попередньої «п'ятірки», хоча насправді більша і ширша. Колісна база збільшилася на 58 мм, габаритна довжина - на 66 мм. Автомобіль став набагато більш комфортабельним і просторим. Характерний мінус попередніх поколінь - недолік місця для ніг і колін задніх пасажирів, пішов в минуле. Завдяки збільшеній колісній базі, на моделі Е60 заднім пасажирам буде дуже комфортно. Обсяг багажника збільшений на 60 л. Крім того, тепер «п'ятірка» може оснащуватися складаною спинкою заднього сидіння і люком для перевезення лиж.
Відкриває моторну лінійку 163-сильний дизельний мотор робочим об'ємом 2 літри. Основна маса двигунів була запозичена у Е39. На 2003 рік у гамі «п'ятірки» також значилися: 520i (2.2 - 170 к.с.), 525i (2.5 - 192 к.с.), 530i (3.0 - 231 к.с.), 530d (3.0 - 218 к.с. ) і на вершині був 545i (4.4 333 к.с.). Двигуни агрегатувалися з 6-ступінчастою механічною або автоматичною коробкою передач. У 2005 році з'явилося 2 нових мотора, обидва дизельних 525d (2.5 л 177 к.с.) І 535d (3.0 л 272 к.с.), останній з бітурбонаддувом.
У нової «п'ятірки» ідеальний «драйверський» розподіл маси по осях - п'ятдесят на п'ятдесят. Для такого розподілу маси потрібно було значно полегшити передню частину автомобіля. І щоб домогтися цього, в Мюнхені пішли на безпрецедентний крок. Кузов автомобіля був виконаний за новою технологією. Його передня частина зроблена з алюмінію, а задня зі сталі. Місця стику різних металів були пов'язані не звареним швом, а клепочним методом, так як дані метали між собою «не дружать». Так само для полегшення ваги, передня і задня підвіска виконані з алюмінію. McPherson спереду, і «багатоважільна» ззаду.
Рульове управління можна замовити в декількох варіантах. Базове оснащення - це просто «рейка» зі змінним кроком і з гідропідсилювачем, яке дозволяє при парковці обертати кермо на менші кути, але в «нулевій» зоні зберігає нормальну чутливість керма. Наступний щабель - це гідропідсилювач Servotronic, який в залежності від швидкості змінює зусилля на кермі. А система AFS (планетарна передача з електромотором) додасть сюди ще й активне управління передавальним відношенням (на додачу до змінного кроку зубів рейки). Те ж саме стосується і підвіски - «в базі» BMW оснащується звичайними пасивними стабілізаторами, але за доплату можна замовити активні стабілізатори Dynamic Drive (в розріз стабілізатора включається потужний і швидкодіючий гідромотор, який за сигналом комп'ютера закручує стабілізаторні «половинки» і зменшує крен).

### Фейсліфтинг 2007
В березні 2007 року відбувся рестайлінг, з'явився електронний селектор автомата, нові фари, бампери, кнопка старту двигуна. Також додалися 3.0-літрові дизельні двигуни 286 к.с., 235 к.с. На версію M5 встановлювався двигун S85B50 (V10) об'ємом 5.0 літрів що видає 507 к.с., що дозволяє автомобілю розганятися від 0 до 100 км/год за 4,7 секунди, а до 200 км/год - за 15 секунд. Максимальна швидкість обмежується електронікою на рівні 250 км/год. Без обмежувача машина здатна розігнатися до 320 км/год. Остання машина зійшла з конвеєра в 2009 році. У грудні 2009 року цех виробництва E60 був закритий на переобладнання для виробництва нової моделі BMW F10.
У 2008 була випущена модель BMW 535i E60, яка отримала тільки кузов седан, а так само повнопривідна версія - 535xi, яка була так само виконана в версії «універсал».
За період з 2003 по 2009 роки підприємством було реалізовано 1096444 седана і 263 426 універсалів.

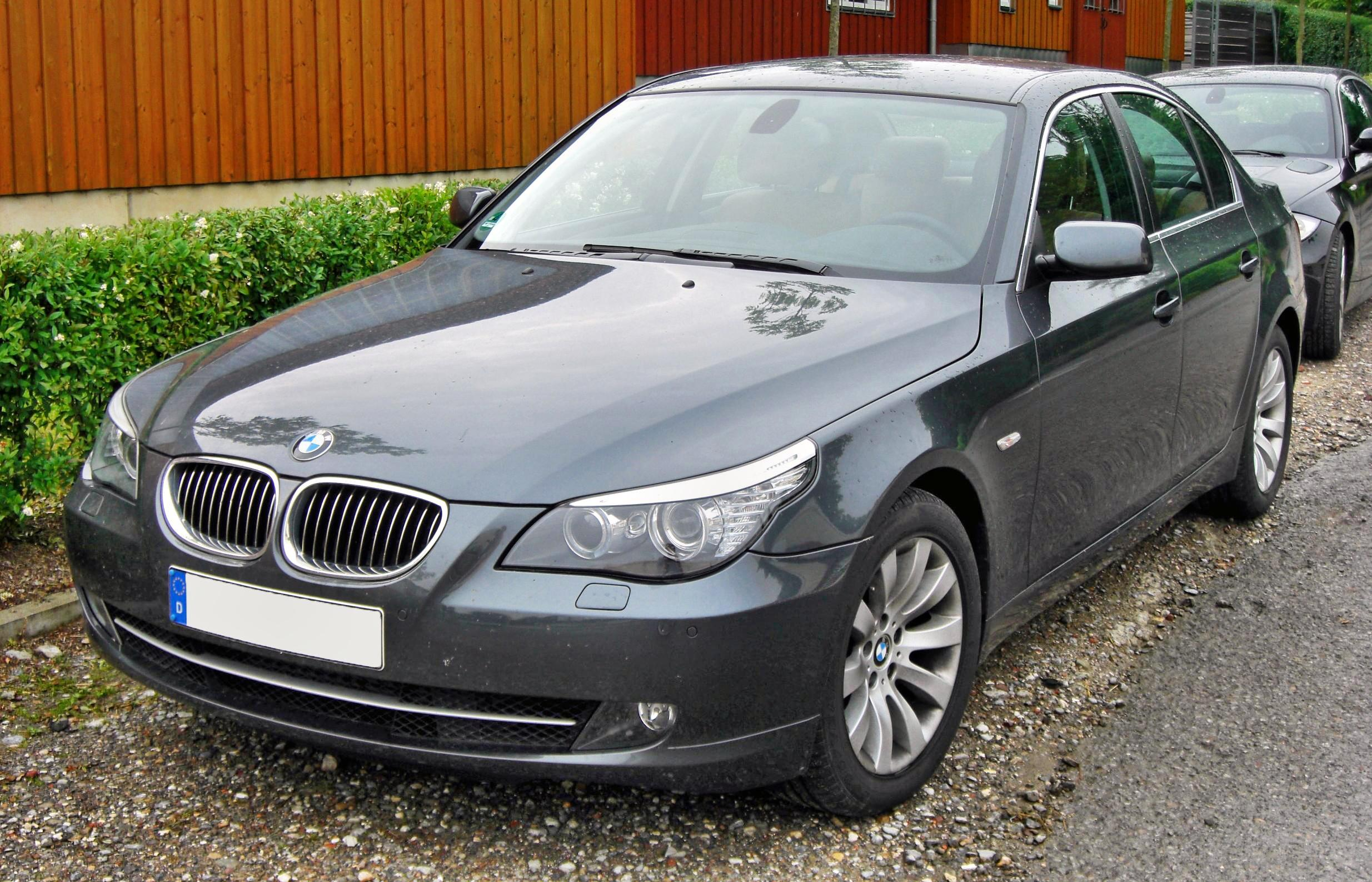
BMW 5 Серії (2007-2010)
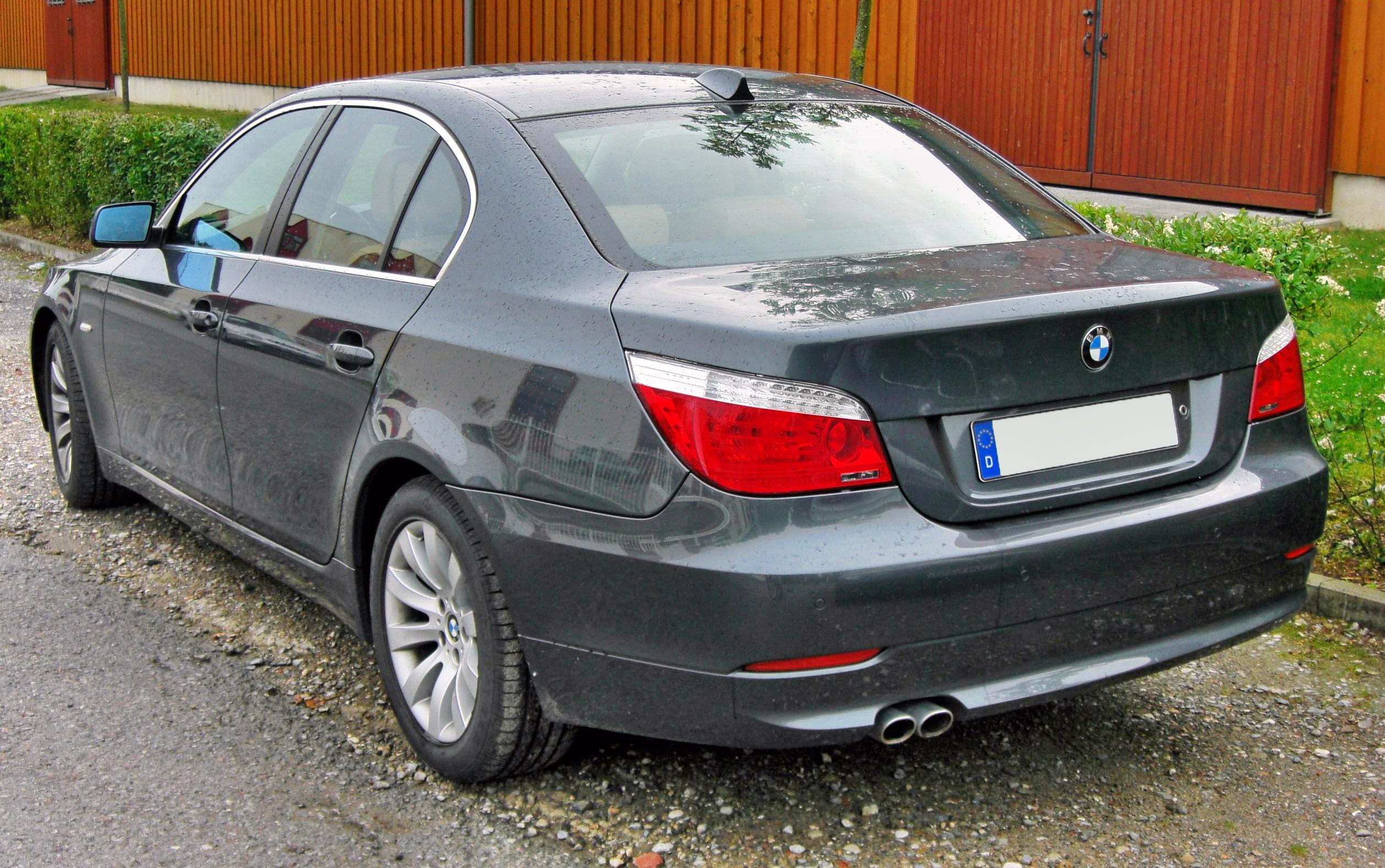
BMW 5 Серії (2007-2010)
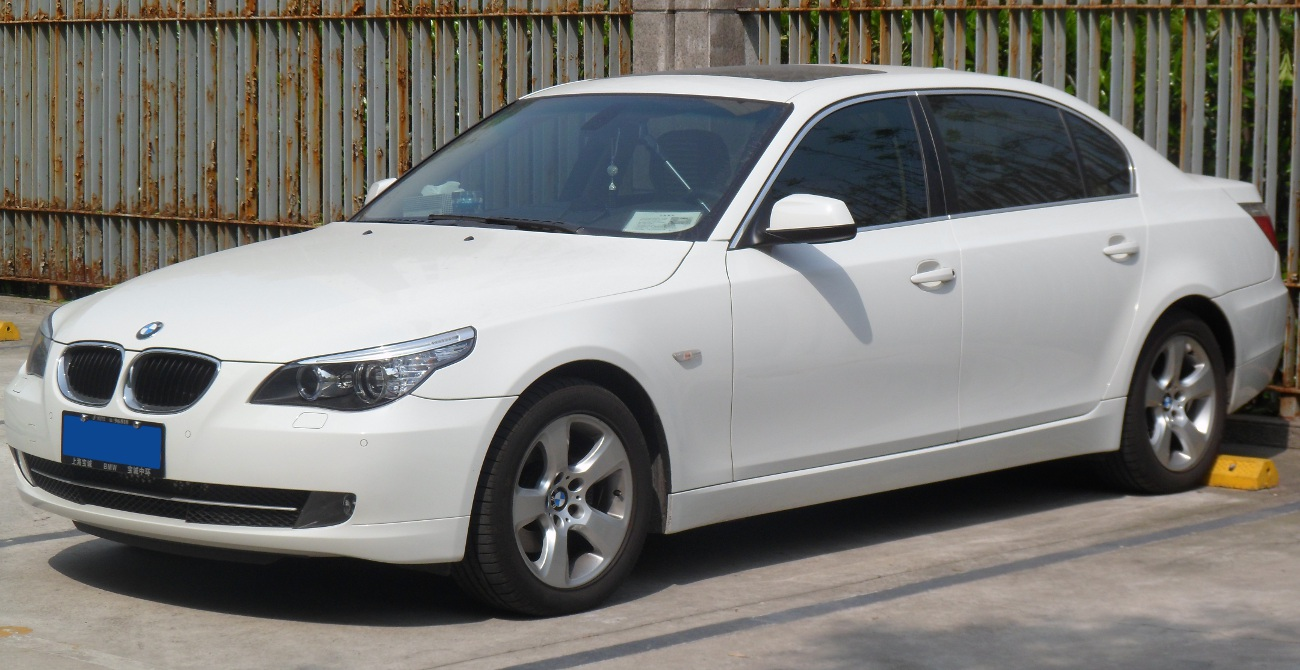
Подовжена версія BMW 5 Серії для китайського ринку
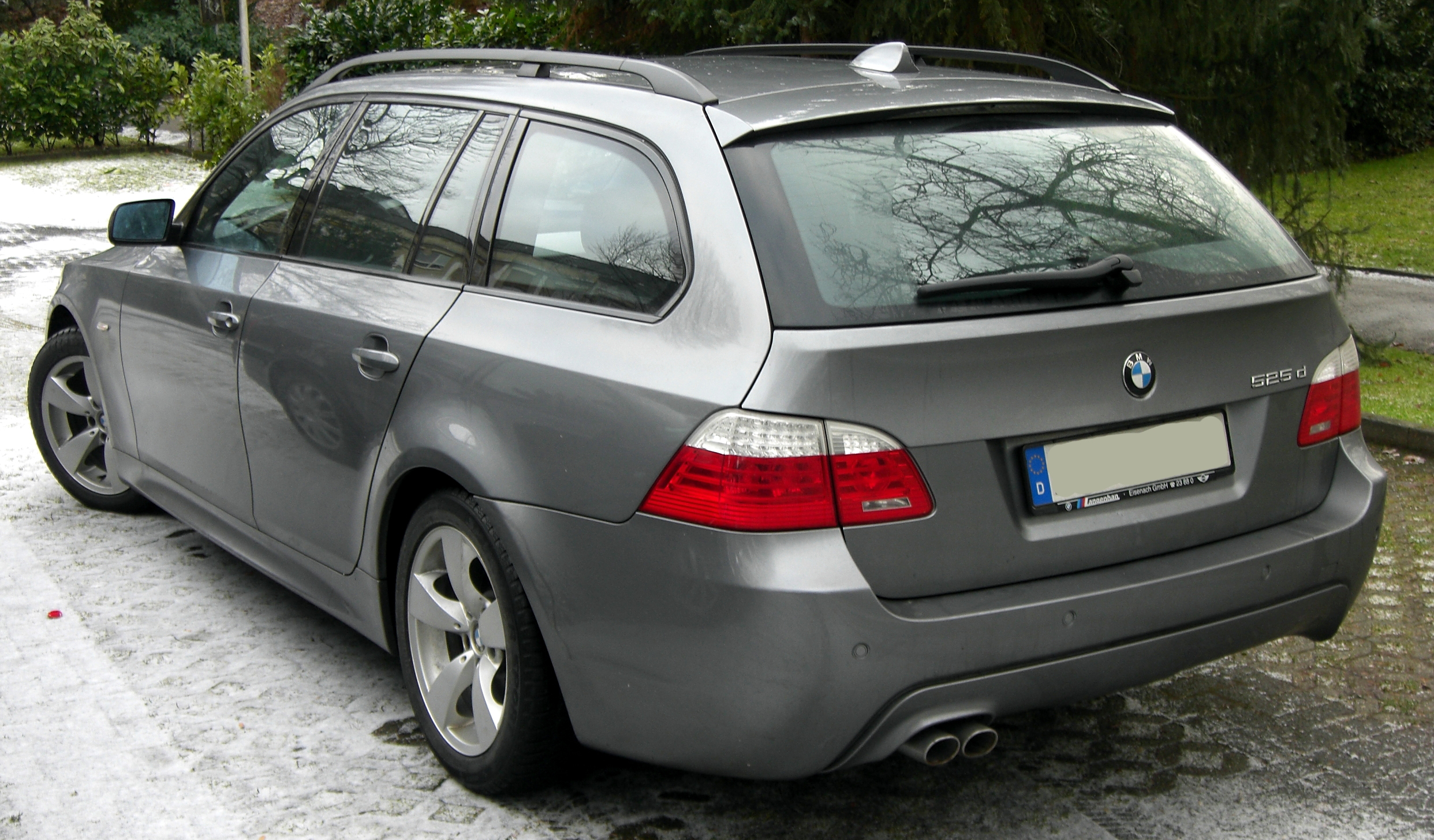
BMW 5 Серії Touring (2007-2010)
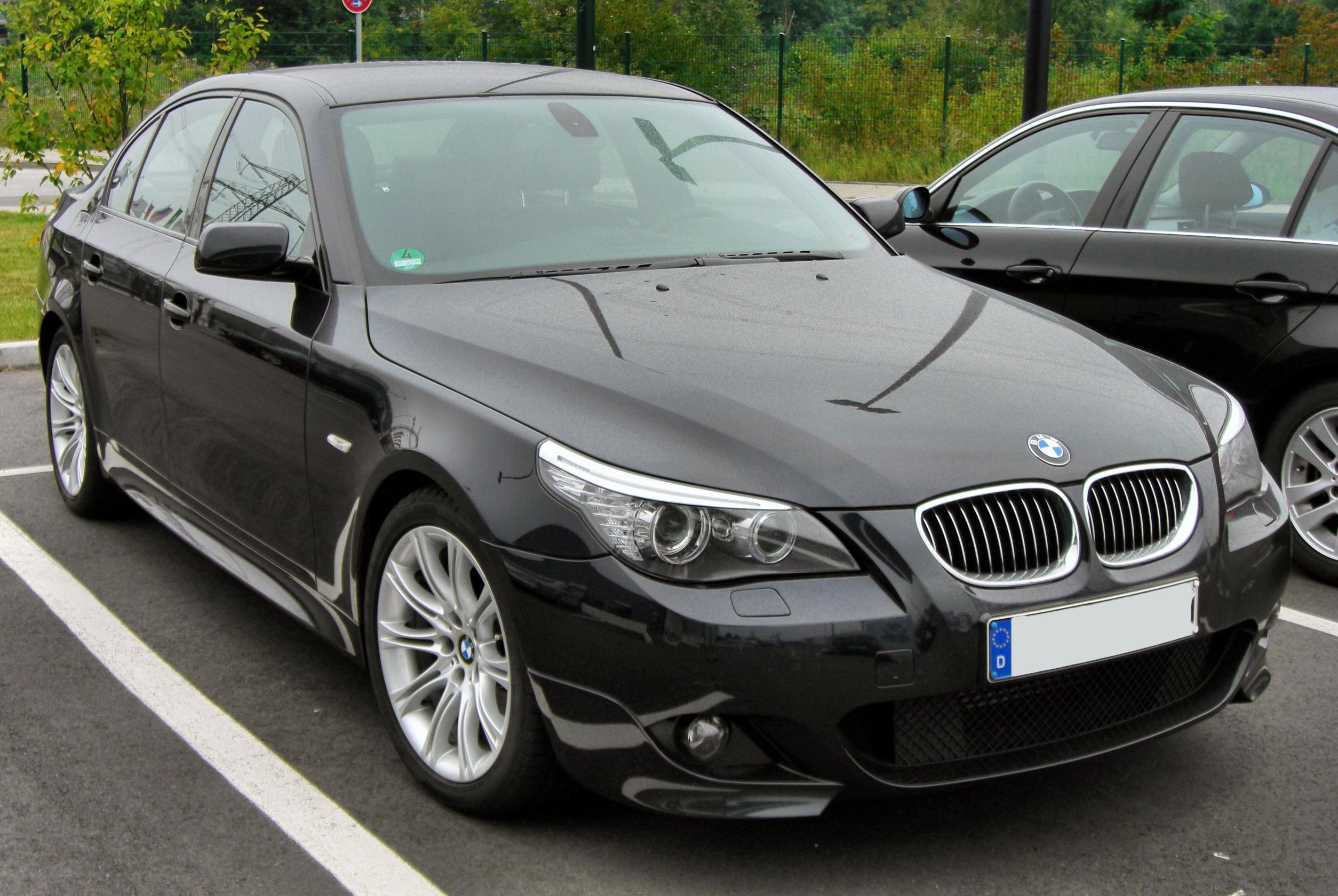
BMW 5 Серії з M-спортпакетом